# Трговиште (насеље)
Трговиште, односно пазариште (од пазар / базар) назив је за простор трга или тржно место. Појам се у историјском контексту односи на тргове и тржна места из средњовековног и раног нововековног периода. Трговишта, односно пазаришта по правилу су настајала уз значајне привредне центре или на раскршћима трговачких путева. Многа трговишта временом су прерасла у самостална насеља, а нека од таквих насеља добила су називе који укључују и појмове повезане са терминима трговиште (Трговиште, Трг, Тржац), односно пазариште (Пазариште, Пазар, Пазарџик).

## Историја
У средњем веку трг или трговиште је било место на коме се обављала куповина и продаја, тј. трговина. Они су настајали у склопу подграђа постојећих тврђава и градова, у близини рудника или на важним путевима, када се око њих временом развијало веће или мање насеље. Трговина се обављала или свакодневно или посебног дана у седмици (најчешће недељом), а честа појава је било одржавање вашара (панађура), обично једном годишње на дан неког свеца (нпр. на Срђевдан у Светом Срђу).
Поред трговишта у подграђима средњовековних градова, постојали су и трговишта која никада или вековима нису прерасла у самостална градска насеља, као што је средњовековно трговиште Суботица у долини Ресаве.

## Трговишта у српским земљама
Средњи век: У српским земљама, тргова или трговишта је било већ у XII веку, а приходи од царина и других дажбина на њима припадали су владару. Он је њихово прикупљање често давао у закуп трговцима, а своје приходе је неретко уступао црквама и манастирима. Међу најстарије забележене тргове спадају Ходча (данашња Велика Хоча) коју је Стефан Немања приложио Хиландару, као и трг Книнац (данашња Клина) који је његов син Стефан приложио истом манастиру. Најпознатији тргови у српским земљама, били су Дријева на Неретви и Свети Срђ на Бојани. Њихов значај лежао је и у њиховом монополском положају у трговини сољу, пошто је она у средњовековну Србију могла да стигне само још преко Котора и Дубровника.
Поједина места у којима су се развила трговишта понела су и назив Трговиште који се среће широм јужнословенског простора. Понегде су се у непосредној близини упоредо развијала и по два трговишта, која су понекад ради разликовања означавана према времену постанка као старо и ново. Управо на тај начин настао је првобитни назив града Новог Пазара. Наиме, испод старога града Раса развило се најкасније у доба Вука Бранковића тржно место које се звало Трговиште, а налазило се на месту данашњег Пазаришта. У време успостављања турске власти средином 15. века, поред старог Трговишта, које су Турци називали Ески Базар (Старо Трговиште, односно Стари Пазар) развило се и Ново Трговиште, које су Турци називали Јени Базар (Ново Трговиште, односно Нови Пазар). Временом, последњи назив је преовладао и ушао у општу употребу.
Нови век: Трговишта су стицајем историјских околности наставила да постоје на тлу Балкана и током отоманског раздобља и непосредно после (19. век). Тако се на тлу данашње Војводине трговишта су постојала до 18. и 19. века. У Кнежевини Србији 19. века је редовно вођен списак трговишта. Она се често нису поклапала са варошицама нити другим насељима. 1839. године званично је постојало 18 трговишта, а 1893. 110 (док је тада вароши и варошица било око 50).